# وگونر رنچ
وگونر رنچ (به انگلیسی: Waggoner Ranch) یک مزرعه (محل) در ایالات متحده آمریکا است که در شهرستان ویچیتا، تگزاس واقع شده‌است.